# رباح الصغير
رباح أحمد الصغير، فنان كاريكاتير وناقد فني أردني راحل من أصول فلسطينية، يعتبر رائد فن الكاريكاتير الأردني ومن رواد فن الكاريكاتير العرب، بالإضافة لكونه من نقاد الفن التشكيلي المتميزين.
ولد في قرية الفالوجة الفلسطينية عام 1937 ,بدأ العمل في مجال الرسم الكاريكاتيري في ستينيات القرن العشرين، وعمل في العديد من الصحف كجريدة المنار والدفاع قبل أن يضطر لمغادرة فلسطين عقب ملاحقة القوات الإسرائيلية له بتهمة مقاومة الاحتلال، ويستقر به المطاف في النهاية للإقامة في مدينة عمان والعمل في جريدة الرأي الأردنية.
تميزت أعماله بالانتقاد اللاذع للأنظمة العربية وللهيمنة الأمريكية على المنطقة العربية مما تسبب في الكثير من الأحيان في منع نشر رسوماته الكاريكاتيرية، بالإضافة لمنعه هو شخصيا من دخول عدد من البلدان.
تم تكريمه بعد وفاته بالعديد من الاوسمة والجوائز ومنها جائزة الدولة التقديرية الأردنية من العاهل الأردني الملك الحسين بن طلال ,ووسام القدس من الرئيس الفلسطيني ياسر عرفات بالإضافة لعدد من الجوائز والتكريمات.
توفي الفنان رباح الصغير في عام 1989 عن عمر يناهز 52 عاما.